# Список ламповых компьютеров
Ламповые компьютеры — программируемые цифровые компьютеры, в которых логические цепи построены на основе электронных ламп. Они являлись компьютерами первого поколения, следовали за компьютерами, построенными на основе электромеханических реле, и предшествовали компьютерам второго поколения, построенным на основе дискретных транзисторов. Последние пункты в списке представляют компьютеры, в которых наряду с лампами использовались и транзисторы.
Список упорядочен по годам ввода компьютера в эксплуатацию:
| Компьютер                                                 | Дата      | Примечания |
| --------------------------------------------------------- | --------- | --- |
| Компьютер Атанасова — Берри                               | 1942      | Электронный, но не программируемый |
| Colossus                                                  | 1943      | Первый программируемый компьютер специального назначения: криптоанализ. Использовался для взлома немецкого шифра Lorenz. Оригиналы машины были уничтожены после войны. Восстановленная в 2007 году работающая копия демонстрируется ежедневно в Национальном музее компьютеров, Блетчли-парк. |
| ЭНИАК                                                     | 1946      | Первый программируемый электронный компьютер общего назначения. |
| Манчестерская малая экспериментальная машина («The Baby») | 1948      | Прототип. Первая машина с хранимой в памяти программой. Работающая копия демонстрируется ежедневно Museum of Science and Industry, г.Манчестер. |
| Манчестерский Марк I                                      | 1949      | Первый работающий полноценный электронный компьютер с хранимой в памяти программой. Первый британский электронный компьютер общего назначения. Начал работать с апреля 1949 года. Впервые использованы индексные регистры. Заменен в 1951 на Ferranti Mark 1.                                 |
| EDSAC                                                     | 1949      | Начал работать с мая 1949 года. Рабочая копия в настоящее время строится в Национальном музее компьютеров, Блетчли-парк. Ожидается, что она заработает осенью 2017 года. |
| BINAC                                                     | 1949      | Первый компьютер с хранимой в памяти программой, построенный на продажу. |
| CSIRAC                                                    | 1949      | Первый австралийский электронный компьютер. Самый старый компьютер первого поколения, доживший до наших времён. Хранится в Мельбурнском музее, но не работает. |
| SEAC                                                      | 1950      | Впервые использованы германиевые диоды для логических элементов. |
| SWAC                                                      | 1950      | |
| MADDIDA                                                   | 1950      | |
| Harvard Mark III                                          | 1950      | |
| Pilot ACE                                                 | 1950      | Опытный компьютер, разработанный от начала до конца Аланом Тьюрингом. Музей науки, Лондон. |
| Ferranti Mark 1                                           | 1951      | Первый коммерческий серийный компьютер, основан на Манчестерском Марке I. |
| EDVAC                                                     | 1951      | |
| Harwell Dekatron Computer                                 | 1951      | Ныне самый старый работающий компьютер в мире. Демонстрируется ежедневно в Национальном музее компьютеров, Блетчли-парк. |
| Whirlwind I                                               | 1951      | Один из первых компьютеров реального времени. Первый компьютер, где применена память на магнитных сердечниках. |
| UNIVAC I                                                  | 1951      | Первый коммерческий серийный компьютер в США. |
| LEO I                                                     | 1951      | Первый компьютер для коммерческих приложений. Построен компанией J. Lyons and Co., владевшей сетью ресторанов и кафе. Основан на дизайне компьютера EDSAC. |
| МЭСМ                                                      | 1951      | Первый электронный компьютер в СССР. Макет, экспериментальная модель. 25 декабря 1951 года после успешного проведения испытаний комиссия АН СССР во главе с академиком М. В. Келдышем начата регулярная эксплуатация машины.                                                                  |
| М-1, М-2, М-3                                             | 1952-1956 | Опытная эксплуатация машины М-1 начата в январе 1952 года. |
| Remington Rand 409                                        | 1952      | |
| UNIVAC 1101                                               | 1951      | Разработан компанией Engineering Research Associates (ERA) как коммерческая версия криптографического компьютера ERA Atlas. Первый компьютер, где использовалась память на магнитных барабанах.                                                                                               |
| Harvard Mark IV                                           | 1952      | |
| MANIAC I                                                  | 1952      | Основан на IAS-машине. Построен в Лос-Аламосской национальной лаборатории специально для расчетов по термоядерному оружию |
| ORDVAC                                                    | 1952      | Основан на IAS-машине |
| IBM 701                                                   | 1952      | Основан на IAS-машине |
| IAS-машина                                                | 1952      | Построена в Институте перспективных исследований под руководством Джона фон Неймана, послужила образом для многих других компьютеров ещё до официального завершения работ над ней |
| ILLIAC I                                                  | 1952      | Основан на IAS-машине |
| БЭСМ-1                                                    | 1952      | Разработка завершена осенью 1952 года. Опытная эксплуатация — с 1952 года. |
| ORACLE                                                    | 1953      | Основан на IAS-машине |
| AVIDAC                                                    | 1953      | Основан на IAS-машине |
| JOHNNIAC                                                  | 1953      | Основан на IAS-машине. Построен в корпорации RAND. Остатки компьютера экспонируются в Музее компьютерной истории, Маунтин-Вью, Калифорния |
| IBM 702                                                   | 1953      | |
| UNIVAC 1103                                               | 1953      | Разработан компанией Engineering Research Associates (ERA) |
| RAYDAC                                                    | 1953      | |
| Стрела                                                    | 1953      | |
| IBM 650                                                   | 1954      | |
| IBM 704                                                   | 1954      | |
| IBM 705                                                   | 1954      | |
| BESK                                                      | 1954      | Первый шведский электронный компьютер |
| IBM NORC                                                  | 1954      | |
| REAC C-400 series                                         | 1954      | |
| UNIVAC 1102                                               | 1954      | |
| DYSEAC                                                    | 1954      | |
| WISC                                                      | 1954      | |
| CALDIC                                                    | 1955      | |
| DEUCE                                                     | 1955      | |
| ICT 1200 series                                           | 1955      | |
| WEIZAC                                                    | 1955      | Первый компьютер в Израиле |
| IBM 305 RAMAC                                             | 1956      | |
| Bull Gamma 3                                              | 1956      | |
| PERM (computer)                                           | 1956      | Один из первых послевоенных немецких компьютеров. Хранится в Немецком музее, г.Мюнхен. |
| SMIL (computer)                                           | 1956      | |
| Bendix G-15                                               | 1956      | |
| LGP-30                                                    | 1956      | |
| UNIVAC 1103A                                              | 1956      | Первый компьютер, в котором были реализованы аппаратные прерывания |
| FUJIC                                                     | 1956      | Первый в Японии вступивший в строй электронный цифровой компьютер с хранимой в памяти программой. |
| Ferranti Pegasus                                          | 1956      | Второй самый старый работающий компьютер, выставляется в Музее науки, Лондон. |
| SILLIAC                                                   | 1956      | |
| RCA BIZMAC                                                | 1956      | |
| Zuse Z22                                                  | 1957      | Первый коммерческий компьютер в Германии |
| DASK                                                      | 1957      | Первый датский компьютер |
| Stantec Zebra                                             | 1957      | |
| UNIVAC 1104                                               | 1957      | |
| Ferranti Mercury                                          | 1957      | |
| IBM 610                                                   | 1957      | |
| FACIT EDB 2                                               | 1957      | |
| MANIAC II                                                 | 1957      | |
| MISTIC                                                    | 1957      | |
| MUSASINO-1                                                | 1957      | Второй после FUJIC (март 1956 года) японский цифровой электронный компьютер с хранимой в памяти программой. Основан на IAS-машине |
| Sandia RAYPAC (Ray Path Analog Computer)                  | 1957      | |
| БЭСМ-2                                                    | 1958      | Первый компьютер СССР, выпущенный серией. Год окончания разработки: 1957. Годы производства: 1958—1962. |
| EDSAC 2                                                   | 1958      | Первый компьютер, имевший микропрограммируемый блок управления |
| IBM 709                                                   | 1958      | |
| UNIVAC II                                                 | 1958      | |
| UNIVAC 1105                                               | 1958      | |
| AN/FSQ-7                                                  | 1958      | Самый большой ламповый компьютер в истории. Было построено 52 штуки для проекта ПВО США «SAGE». |
| серия «Урал»                                              | 1959-1964 | Урал-1, −2, −3 и −4. |
| Ferranti Perseus                                          | 1958      | |
| ZEBRA (computer)                                          | 1958      | Первый голландский компьютер |
| France SEA CAB 303                                        | 1958      | |
| М-100                                                     | 1958      | Была создана в секретном ВЦ № 1 МО СССР (в/ч 01168) для использования в военных целях (в частности, для обработки данных, поступающих с РЛС кругового обзора в системе ПВО). На тот момент времени, самая быстродействующая в мире ламповая ЭВМ — сто тысяч операций в секунду.               |
| Rice Institute Computer                                   | 1959      | Работал в период 1959—1971, 54-битная архитектура |
| М-20                                                      | 1959      | Разработка была начата в 1955 году и завершена в 1958 году. ЭВМ выпускалась с 1959 по 1964 год |
| Арагац                                                    | 1960      | |
| TIFRAC                                                    | 1960      | Первый индийский компьютер |
| ЦЕР-10                                                    | 1960      | Первый югославский компьютер |
| Philips Pascal                                            | 1960      | |
| Минск                                                     | 1960      | |
| Sumlock ANITA calculator                                  | 1961      | Настольный калькулятор |
| UMC-1                                                     | 1962      | |
| BRLESC                                                    | 1962      | 1727 ламп и 853 транзисторов |